# Epirochroa albicollis
Epirochroa albicollis är en skalbaggsart som beskrevs av Leon Fairmaire 1897. Epirochroa albicollis ingår i släktet Epirochroa och familjen långhorningar.
Artens utbredningsområde är Madagaskar. Inga underarter finns listade i Catalogue of Life.